# 王畮

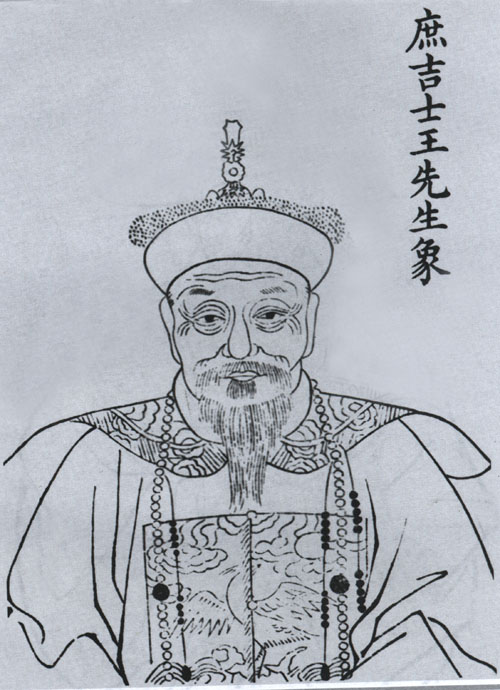
王畮像，取自清光绪四年重刻道光本《练川名人画像》

王畮（1646年—1719年），字服尹、树百，号补亭，江南苏州府嘉定县（今属上海市嘉定区）人。清朝文人。

## 生平
王畮工诗，早有文名。康熙五十一年（1703年）方中式三甲进士。授翰林院庶吉士，不久便告老还乡。长子王敬铭，次子王辅铭。